# Nándor Németh
Nándor Németh (ur. 19 listopada 1999 w Siófoku) – węgierski pływak, olimpijczyk z Tokio 2020, brązowy medalista mistrzostw świata. Specjalizuje się w stylu dowolnym.

## Udział w zawodach międzynarodowych
| Impreza                       | Rok  | Miejsce   | Konkurencja                              | Wynik   | Wynik   |
| Impreza                       | Rok  | Miejsce   | Konkurencja                              | Czas    | Miejsce |
| ----------------------------- | ---- | --------- | ---------------------------------------- | ------- | ------- |
| Igrzyska olimpijskie          | 2020 | Tokio     | 100 m st. dowolnym                       | 48.10   | 8.      |
| Igrzyska olimpijskie          | 2020 | Tokio     | 200 m st. dowolnym                       | 1:47.20 | 15.     |
| Igrzyska olimpijskie          | 2020 | Tokio     | 4×100 m st. dowolnym                     | —       | 5.      |
| Mistrzostwa świata w pływaniu | 2017 | Budapeszt | 4×100 m st. dowolnym mężczyzn            | —       | brąz    |
| Mistrzostwa świata w pływaniu | 2017 | Budapeszt | 4×100 m st. dowolnym (sztafeta mieszana) | —       | 6.      |
| Mistrzostwa świata w pływaniu | 2017 | Budapeszt | 4×200 m st. dowolnym                     | —       | 10.     |
| Mistrzostwa świata w pływaniu | 2019 | Gwangju   | 50 m st. dowolnym                        | 22.51   | 30.     |
| Mistrzostwa świata w pływaniu | 2019 | Gwangju   | 100 m st. dowolnym                       | 48.10   | 6.      |
| Mistrzostwa świata w pływaniu | 2019 | Gwangju   | 4×100 m st. dowolnym mężczyzn            | —       | 7.      |
| Mistrzostwa świata w pływaniu | 2019 | Gwangju   | 4×200 m st. dowolnym                     | —       | 15.     |
| Mistrzostwa świata w pływaniu | 2019 | Gwangju   | 4×100 m st. zmiennym                     | —       | 12.     |
| Mistrzostwa Europy w pływaniu | 2018 | Glasgow   | 50 m st. dowolnym                        | 22.77   | 26.     |
| Mistrzostwa Europy w pływaniu | 2018 | Glasgow   | 100 m st. dowolnym                       | 48.55   | 6.      |
| Mistrzostwa Europy w pływaniu | 2018 | Glasgow   | 200 m st. dowolnym                       | 1:49.41 | 19.     |
| Mistrzostwa Europy w pływaniu | 2018 | Glasgow   | 4×100 m st. dowolnym mężczyzn            | —       | 4.      |
| Mistrzostwa Europy w pływaniu | 2018 | Glasgow   | 4×100 m st. dowolnym (sztafeta mieszana) | —       | 6.      |
| Mistrzostwa Europy w pływaniu | 2018 | Glasgow   | 4×200 m st. dowolnym                     | —       | 4.      |
| Mistrzostwa Europy w pływaniu | 2018 | Glasgow   | 4×100 m st. zmiennym                     | —       | 5.      |
| Mistrzostwa Europy w pływaniu | 2021 | Budapeszt | 50 m st. dowolnym                        | 22.44   | 25.     |
| Mistrzostwa Europy w pływaniu | 2021 | Budapeszt | 100 m st. dowolnym                       | 47.84   | 4.      |
| Mistrzostwa Europy w pływaniu | 2021 | Budapeszt | 200 m st. dowolnym                       | DNS     | DNS     |
| Mistrzostwa Europy w pływaniu | 2021 | Budapeszt | 4×100 m st. dowolnym mężczyzn            | —       | 4.      |
| Mistrzostwa Europy w pływaniu | 2021 | Budapeszt | 4×100 m st. dowolnym (sztafeta mieszana) | —       | 5.      |
| Mistrzostwa Europy w pływaniu | 2021 | Budapeszt | 4×200 m st. dowolnym                     | —       | 10.     |
| Mistrzostwa Europy w pływaniu | 2021 | Budapeszt | 4×100 m st. zmiennym                     | —       | PF      |